# رژه روز کارگر (تورنتو)

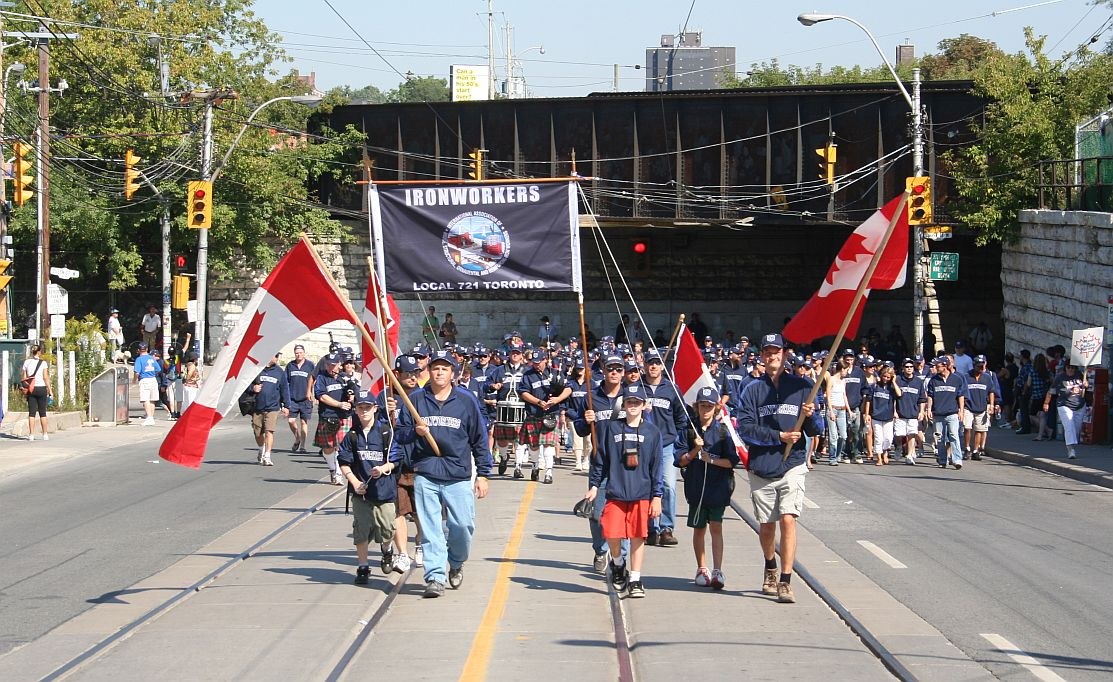
کارگران آهن در رژه روز کارگر ۲۰۰۸ تورنتو

رژه روز کارگر (انگلیسی: Labour Day Parade) رویدادی سالانه است که در شهر تورنتو برگزار می‌شود. اولین رژه در دسامبر ۱۸۷۲ برگزار شد و توسط مجمع کارگران و کارگران تورنتو در آن زمان سازماندهی شد و در حمایت از اعتصاب اتحادیه تایپوگرافی تورنتو برای ۵۸ ساعت کار در هفته برگزار شد.